# Ansgar Nierhoff

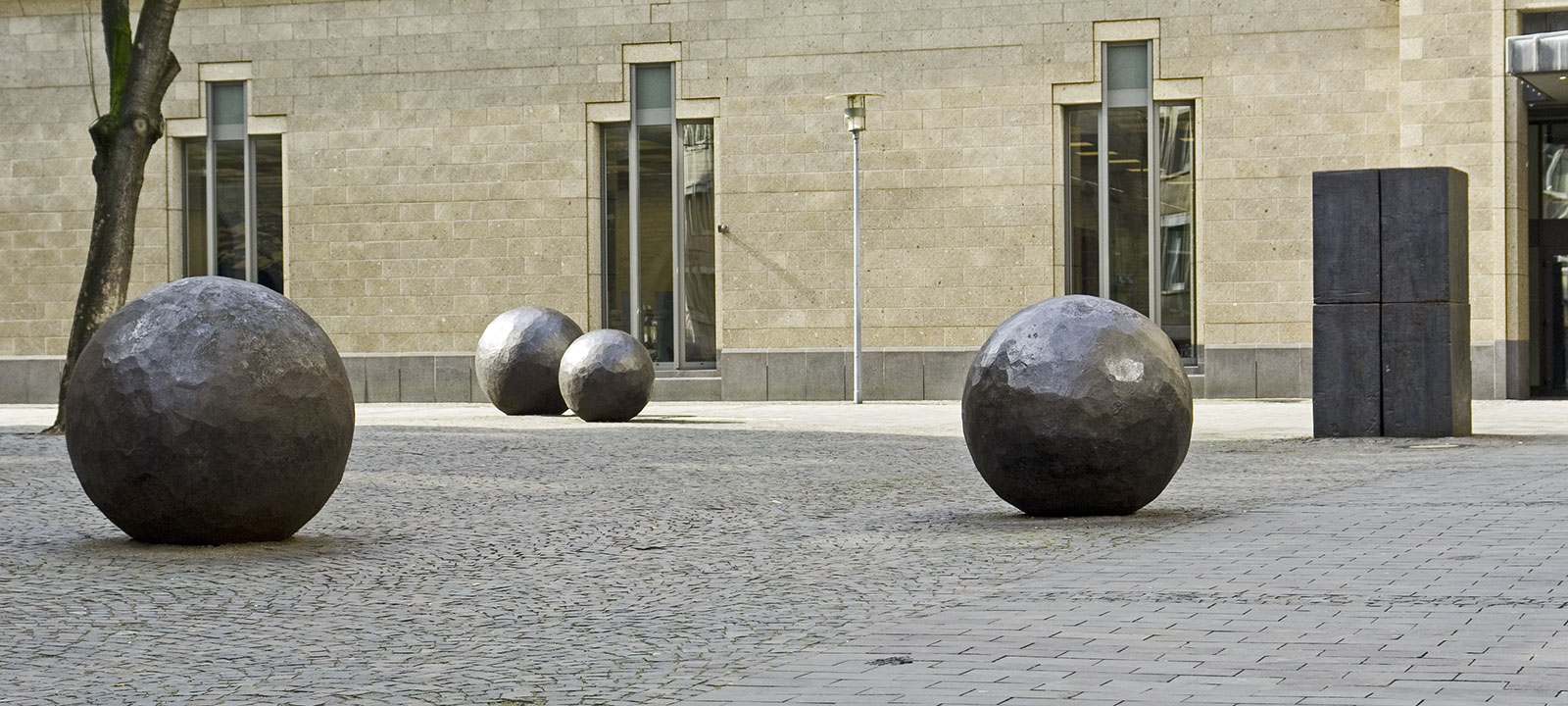
Ansgar Nierhoff, Lichtung zu Einem, staalsculptuur (1992), Keulen - Andreasklooster

Ansgar Nierhoff (Meschede, 1 oktober 1941 – 2 augustus 2010) was een Duitse beeldhouwer.

## Leven en werk
Ansgar Nierhoff volgde tot 1960 een beroepsopleiding tot metselaar en voltooide deze opleiding in 1964 met de Gesellenbrief in Frankenberg (Eder). Van 1964 tot 1969 studeerde hij aan de Kunstakademie Düsseldorf. Tot zijn docenten behoorden Joseph Faßbender en Eduard Trier. In 1965 verhuisde hij naar Keulen.
Nierhoff nam in 1977 deel aan documenta 6 in Kassel. In 1983 heeft hij een periode gewerkt in het atelier van de Amerikaanse kunstenaar George Rickey in New York. In 1986 bekleedde Ansgar Nierhoff een gasthoogleraarschap aan de Gesamthochschule Kassel. Van 1988 tot 2008 was hij hoogleraar aan de Johannes-Gutenberg-Universiteit in Mainz.
Ansgar Nierhoff leefde en werkte tot zijn dood in 2010 in Keulen.

## Exposities
- 1969 Neue Galerie, Collectie Ludwig in Aken
- 1971 Kunsthalle Köln, Keulen en Museum Ulm, Ulm
- 1971 Kunstverein Frankfurt, Frankfurt am Main
- 1977 documenta 6 in Kassel
- 1983 Neuer Berliner Kunstverein, Slot Charlottenburg in Berlijn
- 1985 Kölner Festungsmuseum/Skulpturenpark Skulptur am Fort, Keulen
- 1989 Museum Moderner Kunst MUMOK, Wenen en Kunststation St. Peter, Keulen
- 1997 Museum Folkwang in Essen
- 1998 LVR-LandesMuseum Bonn in Bonn
- 2002 Galerie Ruth Leuchter
- 2003 Lehmbruck-Museum in Duisburg
- 2006 Neues Museum in Weimar

## Werken (selectie)

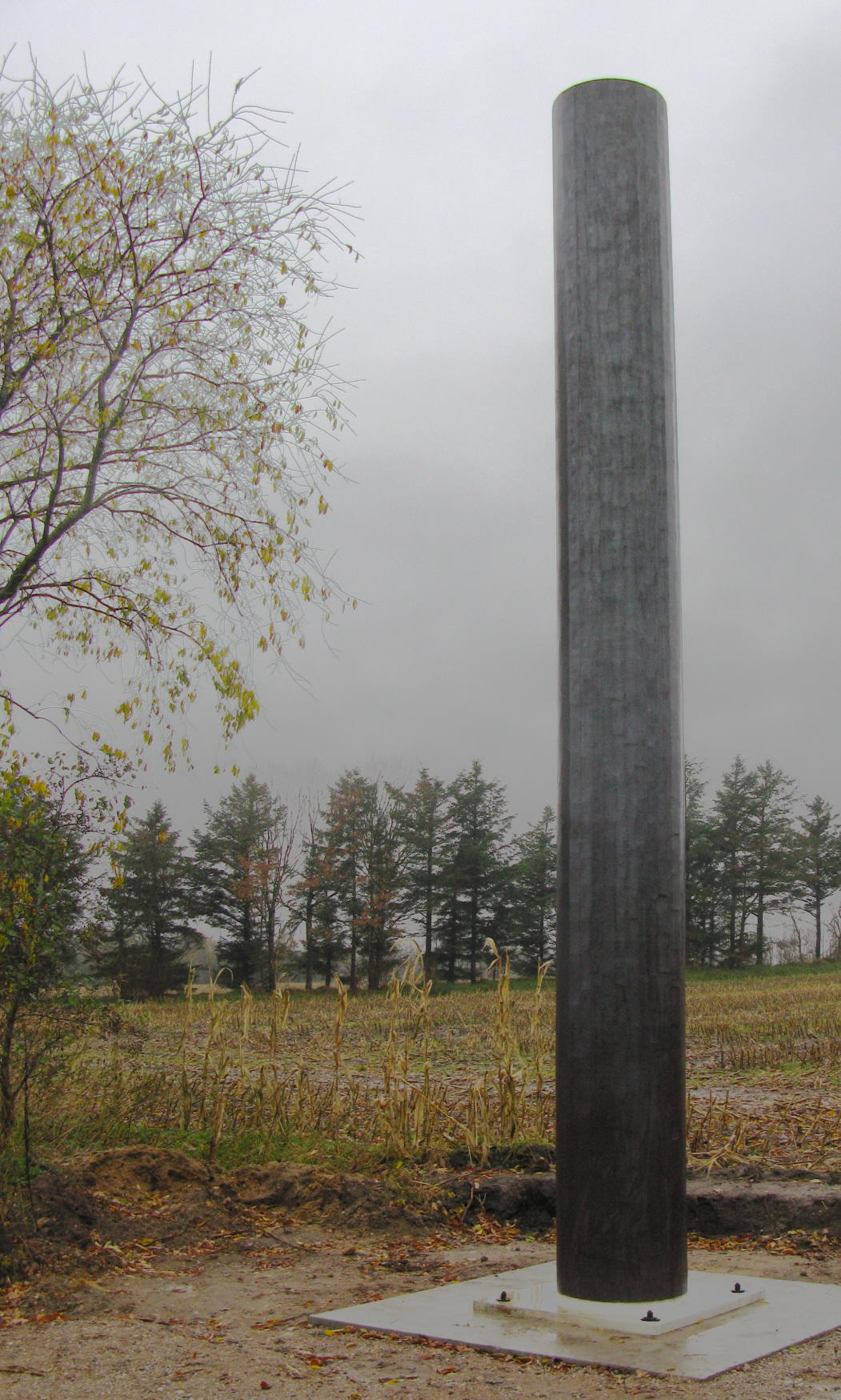
Das Mal (2010), Concentratiekamp Ladelund

- Netz (1971), Frauentorgraben in Neurenberg
- Tor (1979), Fehrenbachallee in Freiburg im Breisgau
- Die Bastion (1980/81), Staatsbibliothek Potsdamerstraße in Berlijn
- Stahlskulptur (1982), voormalig Museum am Ostwall in Dortmund
- Kunst (1984), Bilfinger und Berger in Wiesbaden
- Skulptur am Fort (1985) in Keulen-Rodenkirchen
- Skulptur (1985/86), buitencollectie Skulpturenmuseum Glaskasten in Marl
- Cielo e terra (1986), Salzgittersee in Salzgitter-Lebenstadt
- Eine enorme Anstrennung - Wilhelm Lehmbruck, Streckungen  (1987), Beeldenpark van het Lehmbruck-Museum in Duisburg
- Zwei gestreckt (1987) in Keulen-Chorweiler
- Paarweise (1988), Skulpturenensemble Moltkeplatz Essen in Essen
- Ein leichtes Spiel (1991), Salzmarkt in Essen
- Lichtung zu Einem  (1992), Andreaskloster in Keulen
- Verdichtes Kreuz (1992), Neu-Isenburg
- Ausgleich nach dem Bildersturm (1993), Bonner Münster in Bonn
- Zwei Kompositstreckungen berühren die Tangente an einen bodenbündigen Eisenkreis (1993), Friedrich-Ebert-Straße in Essen
- Zentren mit Streckungen und Kernen (1995), Lavesallee in Hannover
- Blöcke und Gruben, Vahrenwalder Straße in Hannover
- Kölner Streckungen (1997), Gothaer Kunstforum in Keulen
- Kein leichtes Spiel (2000), Waldskulpturenweg - Wittgenstein - Sauerland, Rothaarsteig[2]
- Licht-Spiel (2002), Schloss Waldthausen tussen Mainz en Budenheim
- Rotation (2003), LVR-LandesMuseum Bonn in Bonn
- ... die Liebe (2003), Beeldenpark van het Lehmbruck-Museum in Duisburg
- Das Mal (2010), gedenkteken concentratiekamp Ladelund aan de Deense grens in Noord-Friesland (postuum onthuld op 14 november 2010)

## Fotogalerij

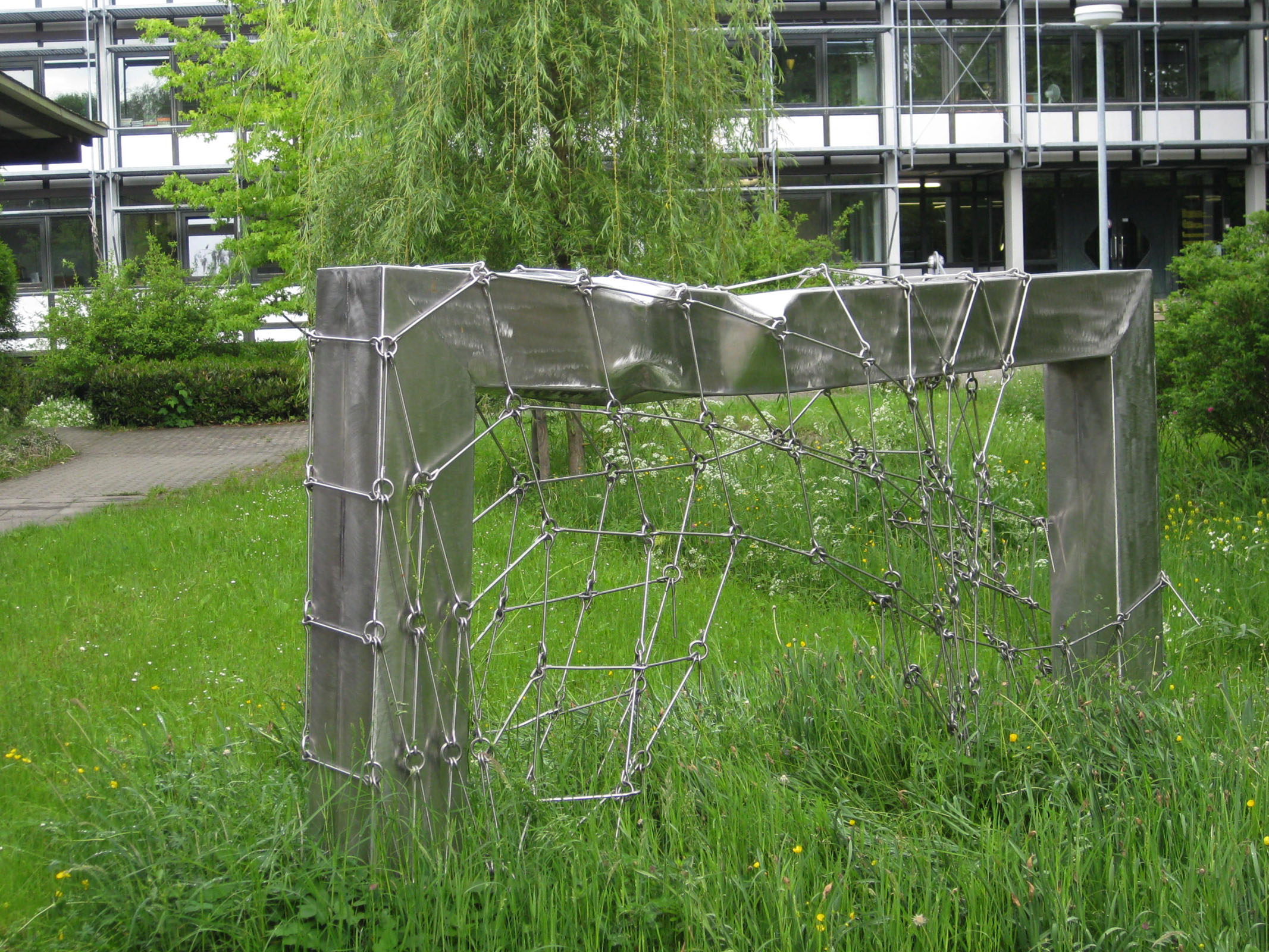
Tor (1979), Technisches Rathaus
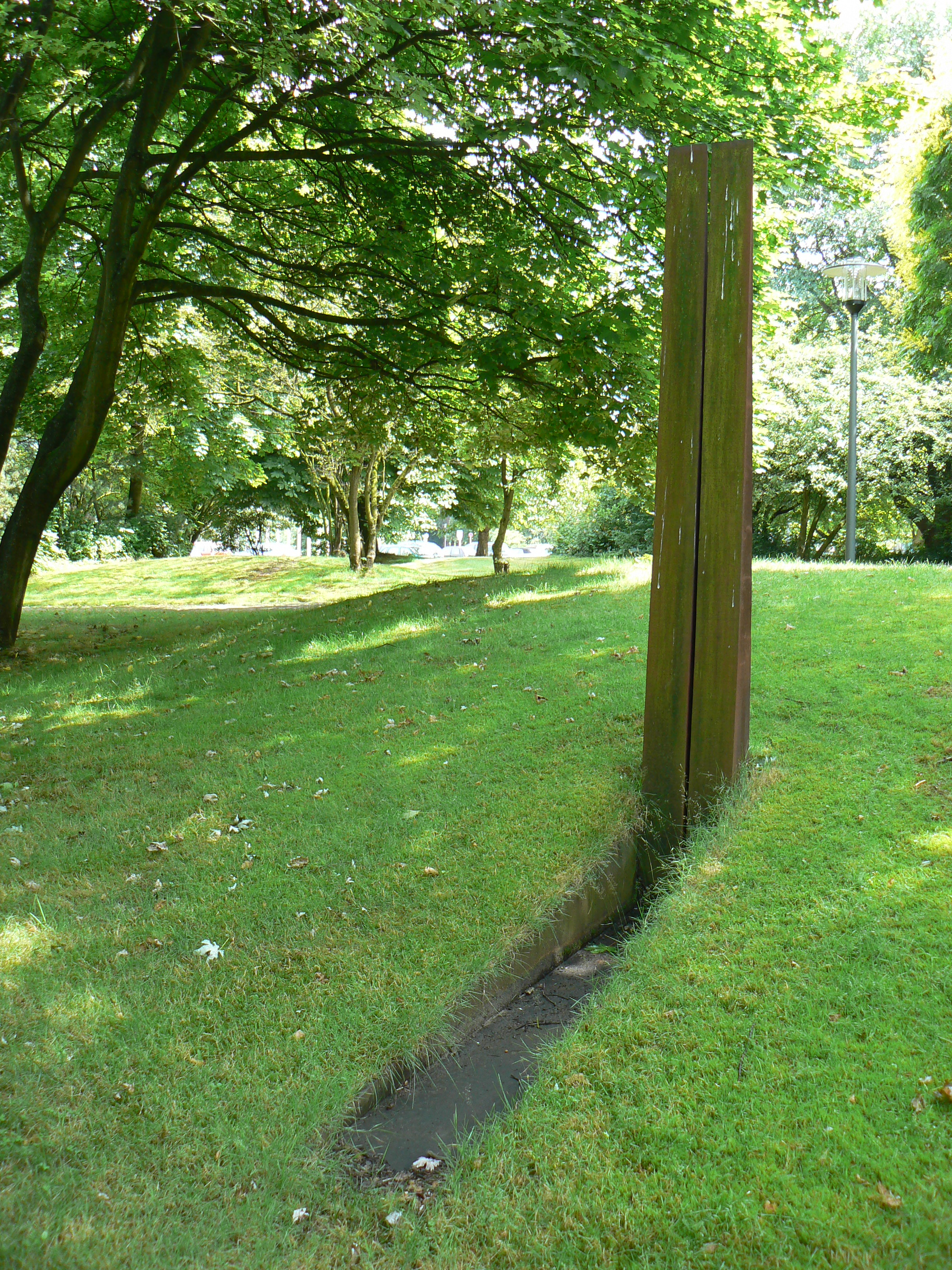
Skulptur (1985/86), Skulpturenmuseum Glaskasten
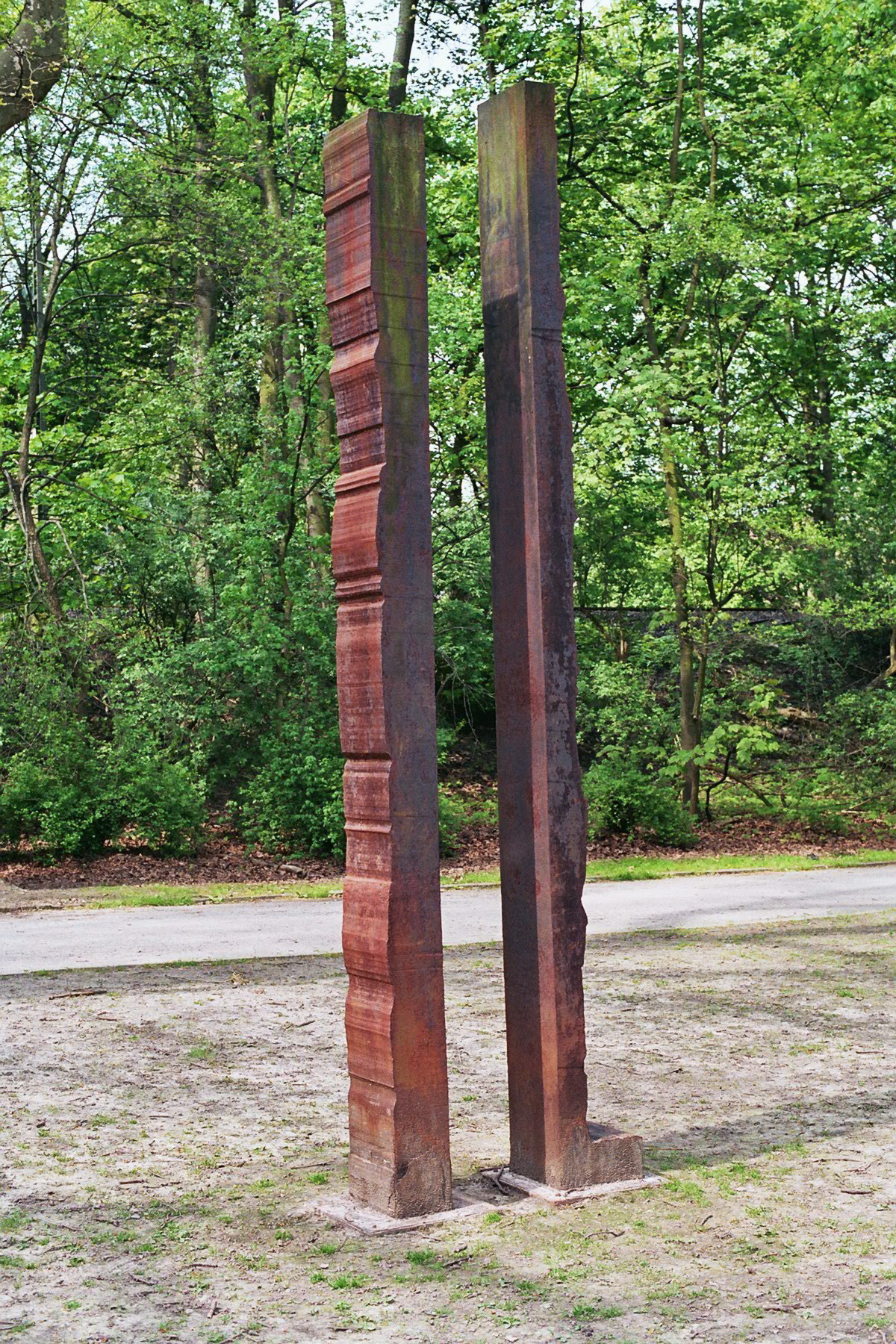
Paarweise (1988), Moltkeplatz Essen
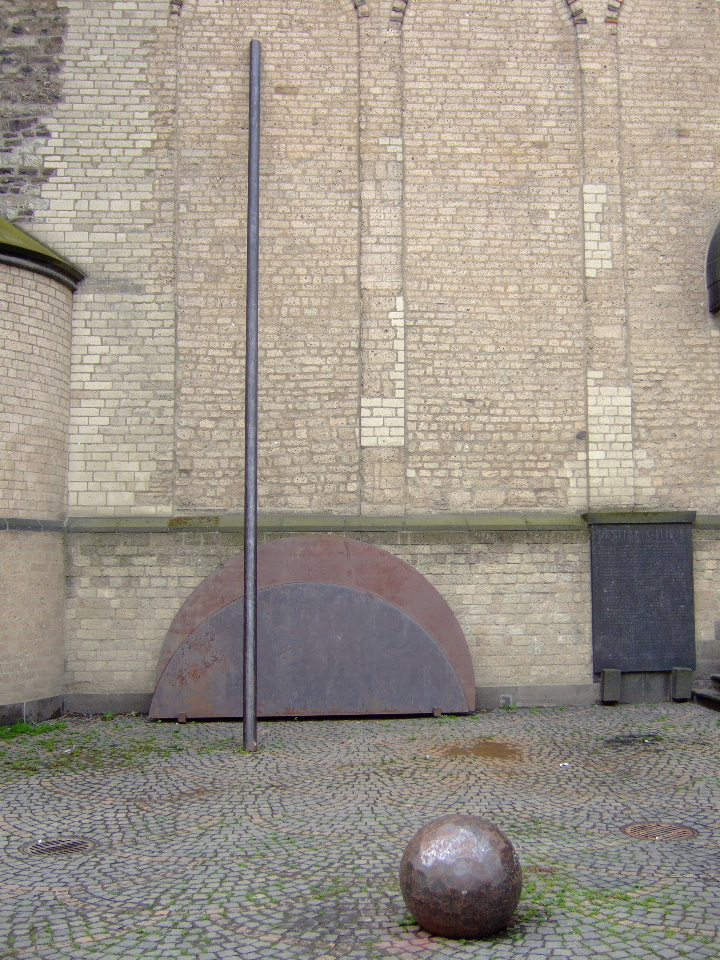
Ausgleich nach dem Bildersturm (1993), Bonn
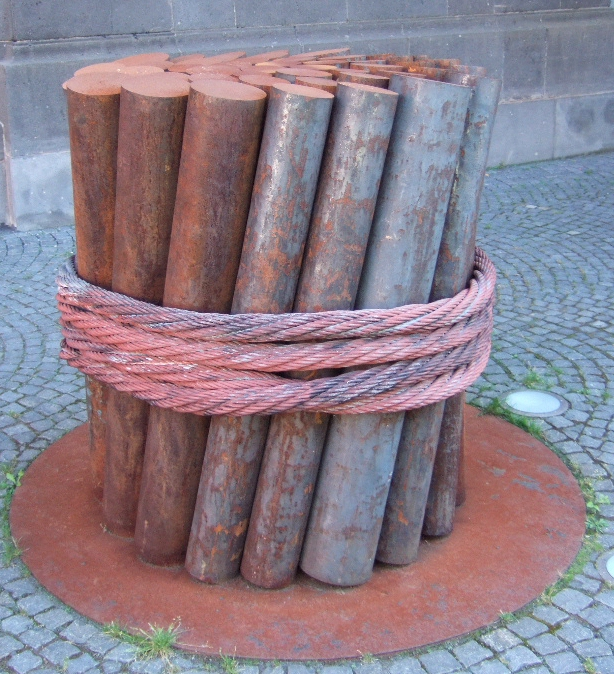
Rotation (2003) - LVR-LandesMuseum Bonn